# Robert Golob
Robert Golob (Šempeter pri Gorici, 23 januari 1967) is een Sloveens politicus, zakenman, elektrotechnisch ingenieur en leider van de partij Svoboda. Sinds mei 2022 is hij de premier van Slovenië.

## Biografie
Golob promoveerde in 1994 aan de Universiteit van Ljubljana in de elektrotechniek. Daarna zette hij zijn studie voort als Fulbright-student aan het Georgia Institute of Technology in Atlanta. Later keerde hij terug naar Slovenië, waar hij van mei 1999 tot juni 2000 staatssecretaris was op het ministerie van Economische Zaken. Vervolgens ging hij in zaken en richtte hij het elektriciteitshandelsbedrijf GEN-I op, waarvan hij tot 2022 voorzitter was. Golob was lid van de partij Positief Slovenië, geleid door de burgemeester van Ljubljana Zoran Janković, tot hij in 2013 vertrok om zich aan te sluiten bij de beweging van Alenka Bratušek, die van maart 2013 tot september 2014 minister-president van Slovenië was. Golob was korte tijd vicevoorzitter van die partij.
Nadat hij in 2022 uit zijn functie als voorzitter van zijn bedrijf was gezet, besloot Golob een actieve rol in de politiek te gaan spelen. In januari 2022 stelde hij zich met succes kandidaat voor het voorzitterschap van de buitenparlementaire partij Z.DEJ. Zijn eerste actie na zijn verkiezing tot voorzitter was de naam van de partij te veranderen in Svoboda (Vrijheid) en haar van een groene partij om te vormen tot een linkse liberale formatie. Svoboda nam voor het eerst deel aan de parlementsverkiezingen van 2022 en werd met 34,5% van de stemmen prompt de grootste partij in het Sloveense parlement. De partij versloeg hiermee de Sloveense Democratische Partij van de rechts-populistische premier Janez Janša, die het land met kleine onderbrekingen had geleid.
Golob werd op 25 mei 2022 beëdigd als premier van Slovenië.